# Cathédrale Saint-Joseph de Sioux Falls
Pour les articles homonymes, voir Cathédrale Saint-Joseph.
La cathédrale Saint-Joseph (anglais : St. Joseph Cathedral), située à Sioux Falls dans le Dakota du Sud, est l'une des plus grandes cathédrales de l'Église catholique aux États-Unis. Elle est le siège du diocèse de Sioux Falls.

## Architecture
Son architecture est de style néoroman français poitevin, avec des apports néorenaissance. Elle a été conçue par Emmanuel Masqueray (1861-1917). 